# Lissonota carinulata
Lissonota carinulata là một loài tò vò trong họ Ichneumonidae.